# Sliznice

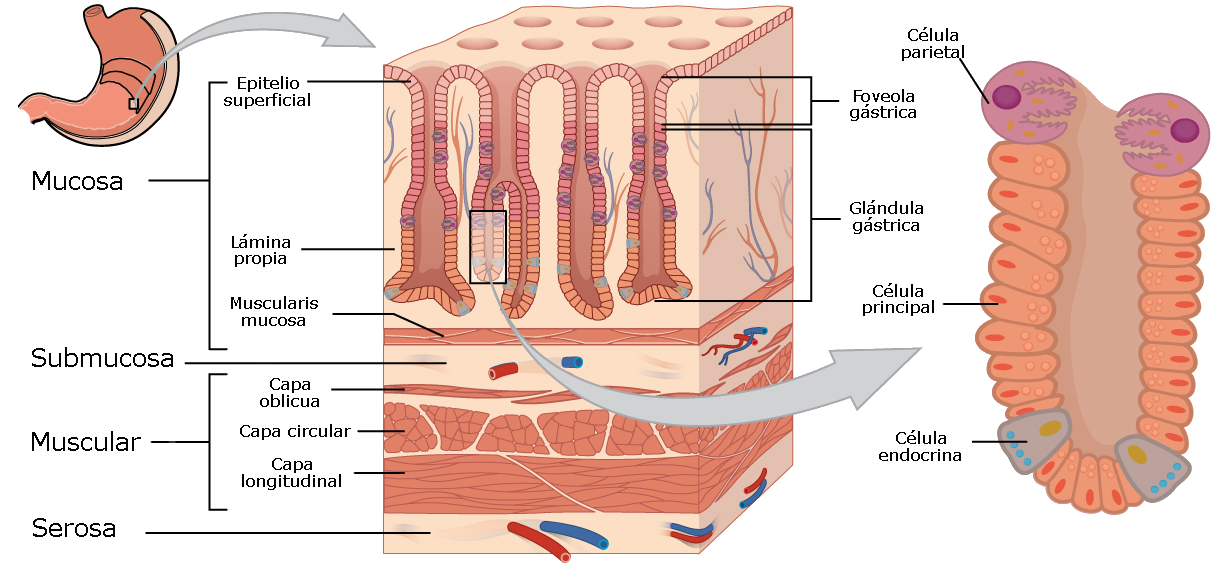
žaludeční epitel

Sliznice (tunica mucosa) je výstelka tvořená vazivem a epitelem, která kryje vnitřní povrchy těla obratlovců. Poskytuje mechanickou ochranu tkání uložených pod ní a chrání tělo před škodlivými vlivy vnějšího prostředí (tzv. slizniční imunitní systém – brání před bakteriemi, toxickými látkami, atp). Její (většinou) růžová barva je způsobena prosvítáním krevních vlásečnic probíhajících v podslizničním vazivu.
Ve sliznici nebo v podslizničním vazivu se nachází velké množství exokrinních žláz, které ústí na povrch sliznice. Proto je sliznice stále vlhká a slizká. Někdy se sekrety žláz přímo účastní procesů probíhajících uvnitř lumina daného orgánu (např. v trávicím traktu, žlázy vylučují enzymy, kyseliny apod.), jindy je povrchový epitel opatřen řasinkami (dýchací cesty).
Sliznici najdeme např. v trávicí soustavě (od úst až po tlusté střevo), v rozmnožovacích orgánech (pochva, děloha), v močových cestách (močovody, močový měchýř) nebo v dýchacích cestách (nosní dutina, hrtan, průdušnice, průdušky).

## Stavba sliznice
Sliznice se může skládat až ze tří vrstev:

### Lamina epithelialis, povrchový epitel
Tvoří nejpovrchovější část sliznice, je vždy přítomen. Epitely jsou obecně tvořeny živými buňkami s velkou regenerační schopností, buňky jsou pevně spojeny, mezibuněčné prostory jsou jen velmi malé. Epitely až na jednu výjimku (stria vascularis v Cortiho orgánu vnitřního ucha) nejsou krvené, jsou vyživovány difuzí ze slizničního vaziva.
Epitely se liší počtem vrstev buněk a jejich tvarem, v závislosti na funkci sliznice. V některých typech sliznice tvoří epitel malé, endoepitelové žlázky.

### Lamina propria mucosae, slizniční vazivo
Pod epitelem se nachází vrstva řídkého kolagenního vaziva. Jeho tloušťka se liší v závislosti na druhu výstelky, může být téměř neznatelná i velmi mohutná. Ve vazivu probíhají krevní vlásečnice, které vyživují sliznici, mohou v něm být žlázy ústící na povrch sliznice.

### Tunica muscularis mucosae, svalová vrstva sliznice
Pod slizničním vazivem může být vrstva hladké svaloviny. Může chybět nebo být nesouvislá.

## Typy sliznic
Sliznice se liší podle toho, jakou „dutou útrobu“ vystýlají. Platí, že orgánové soustavy mají sliznici, která je pro danou soustavu typická, ale i v rámci jedné soustavy se liší mohutností slizničního vaziva, přítomností svalové vrstvy nebo určitých žláz. Pro každou orgánovou soustavu je typický specializovaný epitel.

### Sliznice trávicí soustavy
Celá trávicí trubice, od žaludku až po anus, je vyslána sliznicí, která je pokryta jednovrstevným epitelem, který mívá sekreční nebo absorpční funkci. Ve sliznici je celá řada žláz, které produkují látky potřebné k trávení potravy (pepsin, HCl produkované žaludečními žlázami), hlen a hormony. Epitelové buňky tenkého střeva (enterocyty) jsou opatřeny mikroklky (=žíhaná kutikula) a přijímají rozložené živiny.

### Sliznice dýchacích cest
Typický epitel této sliznice je víceřadý epitel s řasinkami. Sliznice vystýlá nosní dutiny, paranasální dutiny (tam je tenčí a obsahuje méně žlázek), průdušnici, průdušky i průdušinky. Řasinky kmitají směrem ven a pomáhají čištění dýchacích cest od prachu a jiných nečistot.

### Sliznice močových cest
Je tvořena přechodným epitelem a velkým množstvím slizničního vaziva. Má schopnost se roztáhnout a zvětšit tak mnohonásobně objem orgánu, který vystýlá (močový měchýř).

### Kutánní sliznice
Vystýlá mechanicky namáhaná místa, epitel je vrstevnatý dlaždicovitý. Podobá se kůži, ale nerohovatí. Najdeme ji například v ústní dutině.

### Endometrium
Endometrium je speciální název pro sliznici vystýlající dělohu. Jeho vzhled se mění v závislosti na estrickém cyklu savců nebo menstruačním cyklu ženy. Epitel je jednovrstevný, výška slizničního vaziva se mění. Když je sliznice připravena přijmout oplozené vajíčko, je vrstva vaziva mohutná, sliznice je překrvená. Nedojde-li k zahnízdění vajíčka, sliznice atrofuje, u ženy se část odlučuje a odtéká s menstruační krví.
Dojde-li k nidaci zárodku, endometrium vytvoří pars materna placentae, tedy mateřskou část placenty. U savců s pravou placentou (člověk, šelmy) se po porodu odlučuje jako decidua, což je příčinou fyziologického krvácení.